# Avenue des Pavillons
L'avenue des Pavillons est une voie du 17e arrondissement de Paris, en France.

## Situation et accès
L'avenue des Pavillons est une voie privée située dans la villa des Ternes qui débute au 15 bis, avenue de Verzy et se termine en impasse. Elle comporte une des trois entrées de la villa des Ternes réservées aux résidents et visiteurs, les deux autres étant situées aux extrémités de l'avenue de Verzy. On accède à cette par l'avenue de Péterhof qui débouche sur la rue Guersant.

## Origine du nom
Cette voie est bordée de pavillons, d’où son nom.

## Historique
Cette voie est créée dans le cadre de l'aménagement de la villa des Ternes.